# Raúl Leoni
Raúl Leoni Otero (El Manteco, Estat de Bolívar, Veneçuela, 26 d'abril de 1905 - Nova York, Estats Units, 5 de juliol de 1972) va ser un advocat, polític i maçó veneçolà. President del Senat i del Congrés de la República entre 1959 i 1963; President de Veneçuela entre els anys 1964 i 1969.
Va ser el 1928 un dels més importants dirigents universitaris de la Generació del 28, primer moviment de masses opositor a la dictadura de Juan Vicente Gómez. Aquest fet ho va portar a ser bandejat del país temps més tard. Va tornar a Veneçuela sota el govern de Eleazar López Contreras, però aquest també ho va expulsar del país per ser dirigent de l'esquerra política veneçolana.